# Doxa Drama
GS Doxa Drama (Grieks: Δόξα Δράμας), wat betekent "Glorie van Drama", is een Griekse voetbalclub uit Drama in Oost-Macedonië. De club speelde twintig seizoenen in de Griekse hoogste klasse. In het seizoen 2011-2012 volgde degradatie vanuit de Alpha Ethniki naar de Beta Ethniki.

## Geschiedenis
Tijdens de Eerste Wereldoorlog introduceerden Engelse soldaten het voetbal in de Macedonische stad Drama. De bevolking werd hierdoor geïnspireerd en in 1918 werd de voetbalclub Pileas opgericht, die in 1919 de naam Doxa aannam.
De eerste officiële wedstrijd won de club met 3-0 tegen buur Kavála. In 1959-60 was de club medeoprichter van de moderne Griekse competitie. Hiervoor was de club ook al succesvol en de club bereikte drie keer de bekerfinale (1954, 1958 en 1959), maar verloor telkens van Olympiakos.
Na twee seizoenen middenmoot eindigde de club laatste in 1962. Na één seizoen keerde de club terug en werd elfde. Na een nieuwe degradatie in 1965 slaagde de club er pas in 1979 in om terug te keren op het hoogste niveau. Dit keer kon de club tot 1987 onafgebroken in de Alpha Ethniki spelen, de beste plaats was in 1981 toen Doxa negende werd. Meestal speelde de club tegen degradatie en toen in 1987 ook de veertiende plaats een degradatieplaats werd degradeerde Doxa. Na één seizoen promoveerde de club werd en werd negende, twee jaar later werd zelfs de achtste plaats behaald. De volgende seizoenen ging het weer bergaf met de club en in 1995 degradeerde de club voor de laatste keer uit de hoogste klasse. De club zakte weg en speelde in 2000 zelfs in de vierde klasse. In 2003 slaagde de club erin om weer naar de derde klasse (Gamma Ethniki) te promoveren. In 2009 promoveerde de club naar de Beta Ethniki en werd in september 2011 door de Griekse bond een plaats op het hoogste niveau toegewezen na de terugzetting van enkele clubs wegens omkoping. Eerder dat jaar miste Doxa Drama de promotie na play-off wedstrijden.

## Erelijst
- Beker van Griekenland

Finalist: 1954, 1958, 1959

## Bekende (oud-)spelers
- Mohammed Abubakari
- Ronny van Es
- Dimitri Habran
- Leandro Kappel